# 况钟

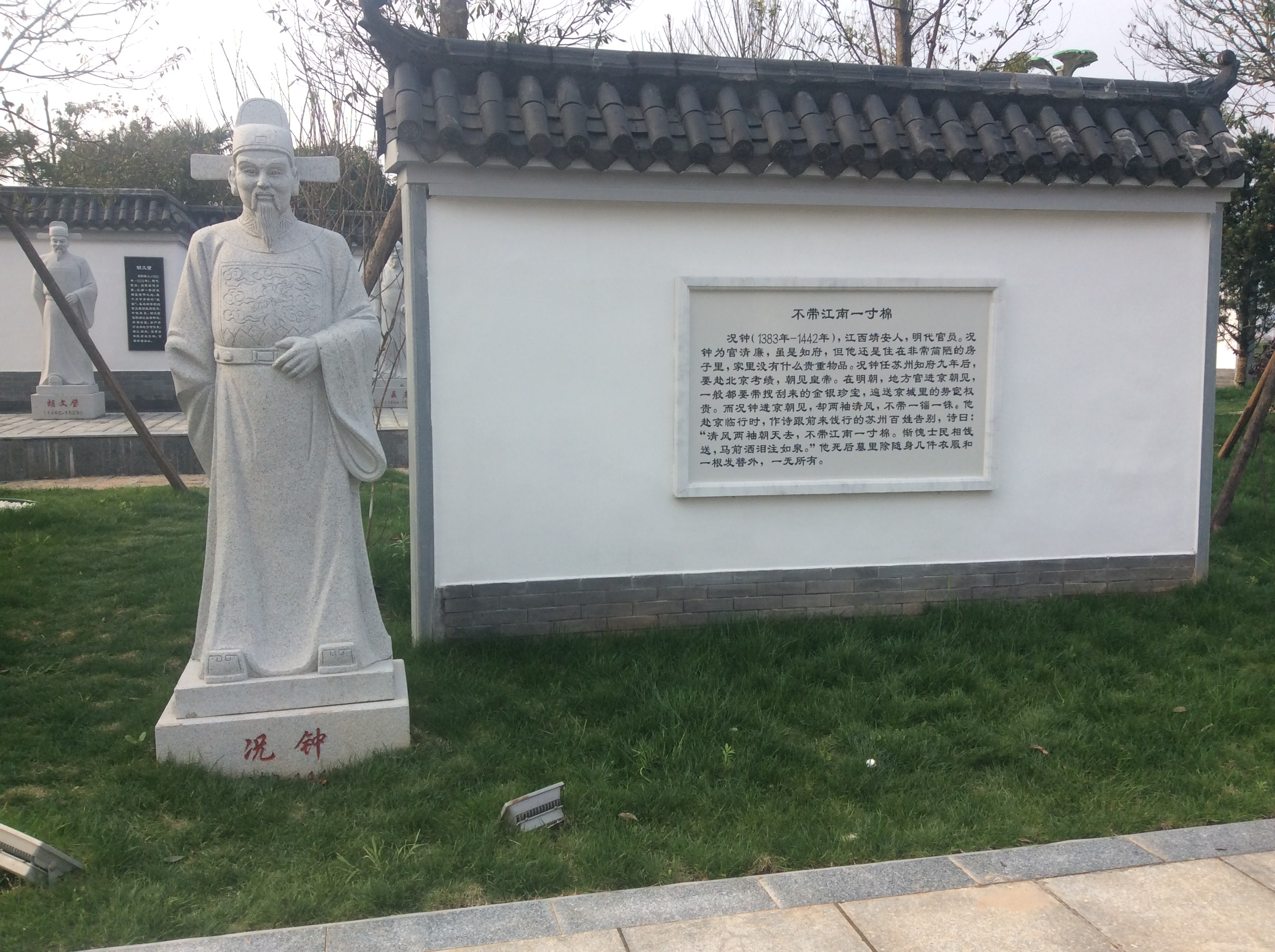
衡阳廉政文化雕塑园里的况钟像

况钟（1383年—1442年），字伯律，号龙冈，又号如愚。江西靖安人。明朝著名廉官。

## 簡歷
永乐四年（1406年）任靖安县礼曹。十三年，由礼部尚书吕震推荐，任礼部仪制清吏司主事。二十一年升本司郎中。宣德五年（1430年）以尚书蹇义等人推荐任苏州府知府。当时苏州府赋役繁重，很难治理。况钟为人处事刚正廉洁，不慑于权势，不畏于强暴，开始大力整顿吏治，惩治贪官污吏。还与應天巡撫周忱合作，减苏州府税粮，建造义仓，均徭役，免军户，招复流民，兴修水利。后来苏州人民为其立生祠，誉之为“况青天”。
正统七年（1442年）卒，年六十。著有《况太守集》。他與季亨、魏觀、王觀、姚善被人稱為“姑蘇五太守”，并祭祀于學宮。

## 夫人
娶熊氏，继娶王、李、舒、万四氏。

## 子女
生五子二女。
- 长子：况宁
- 次子：况寰
- 三子：况宾
- 四子：况宇
- 五子：况守
  - 孙：况淮、况沭、况溁、况溥、况澄、况清、况洁、况浚、况泮、况滔、况沖、况濠、况海、况涌、况澜